# Viersen
Viersen je město v německé spolkové zemi Severní Porýní-Vestfálsko. Je správním centrem zemského okresu Viersen ve vládním obvodu Düsseldorf. Město je součástí regionu Dolní Porýní. Leží přibližně 8 km severozápadně od Mönchengladbachu, asi 15 km jihozápadně od Krefeldu a 20 km východně od nizozemského města Venlo. V roce 2012 zde žilo téměř 75 tisíc obyvatel.

## Historie
Viersen je výsledkem regionální reformy z roku 1970, kdy vznikl sloučením tří samostatných měst Viersenu, Dülkenu a Süchtelnu. Již dříve, v roce 1968, byla samostatná obec Boisheim připojena k Dülkenu. Před sloučením měst se jejich historický vývoj lišil. Zatímco města Dülken (včetně obce Boisheim) a Süchteln náležela k vévodství Jülich, Viersen byl exklávou nizozemského vévodství Geldry. Po Vídeňském kongresu roku 1815 se oblast stala součástí Pruského království a od roku 1822 náležela města Rýnské provincii. Zatímco pohraniční města Dülken a Süchteln se rychle rozvíjela, Viersen se stal panstvím pod správou Kolína nad Rýnem a ten o rozvoj města příliš neusiloval. I proto se Viersen svou strukturou liší od bývalých měst Dülkenu a Süchtelnu, což je patrné například na městských hradbách a v centru města. K většímu rozvoji sídel došlo v 19. století během průmyslové revoluce. Hlavním odvětvím, které se rozvíjelo, byl textilní průmysl. Rozvoji napomohla také výstavba železnic a silnic v okolí. Během druhé světové války byla část měst poničena. Po válce se také zastavil rozvoj textilního průmyslu, naopak došlo k rozvoji hutního a potravinářského průmyslu.
1. ledna 1970 došlo ke sloučení samostatných měst Viersenu (tzv. Alt-Viersen), Dülkenu a Süchtelnu a také ke vzniku zemského okresu Viersen, který nahradil dřívější zemský okres Kempen-Krefeld. Město Krefeld získalo status městského okresu a menší Kempen byl začleněn do nového zemského okresu Viersen. Odpor obyvatel ke sloučení měst se projevil především v Dülkenu, kde lidé nesouhlasili s názvem města Viersen.

## Obyvatelstvo
Ve středověk a novověku mělo město jen několik set obyvatel. V roce 1818 zde žilo asi 3500 obyvatel. Průmyslová revoluce napomohla k rychlému rozvoji města. Na počátku 20. století žilo ve městě 25 tisíc obyvatel. V roce 1969 měl Viersen asi 44 tisíc obyvatel, v Dülkenu žilo přes 22 tisíc obyvatel a Süchteln byl obydlen 18 tisíci obyvateli. Po sloučení měst v roce 1970 žilo ve Viersenu více než 85 tisíc obyvatel. Historického maxima dosáhl počet obyvatel v roce 1972, kdy zde žilo přes 87 tisíc obyvatel. V roce 2012 měl Viersen přes 74 tisíc obyvatel.

## Partnerská města
- Calau, Braniborsko, Německo
- Kaniv, Ukrajina
- Lambersart, Francie
- Mittweida, Sasko, Německo
- Pardesija, Izrael
- Peterborough, Spojené království

## Galerie

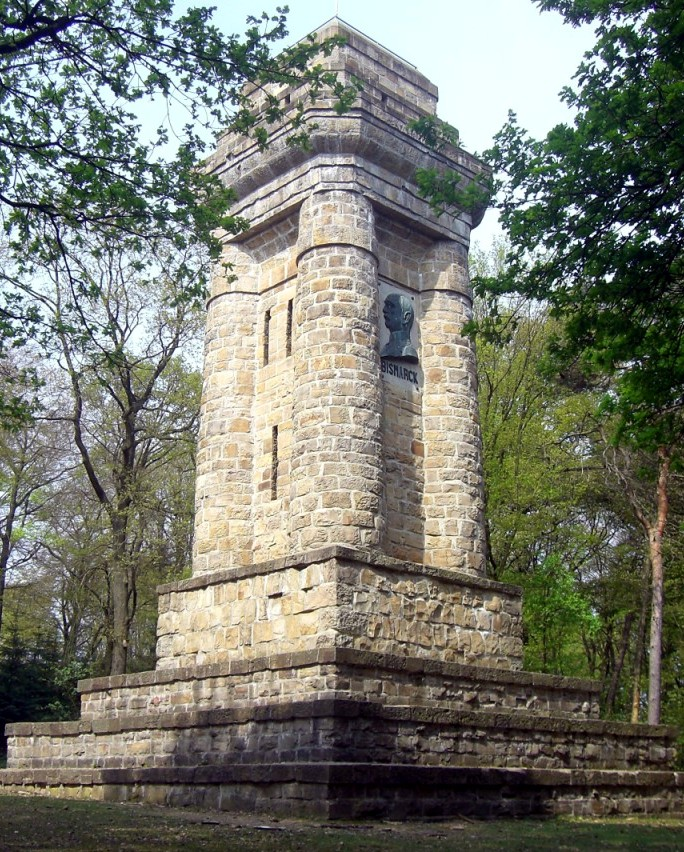
Bismarckova věž
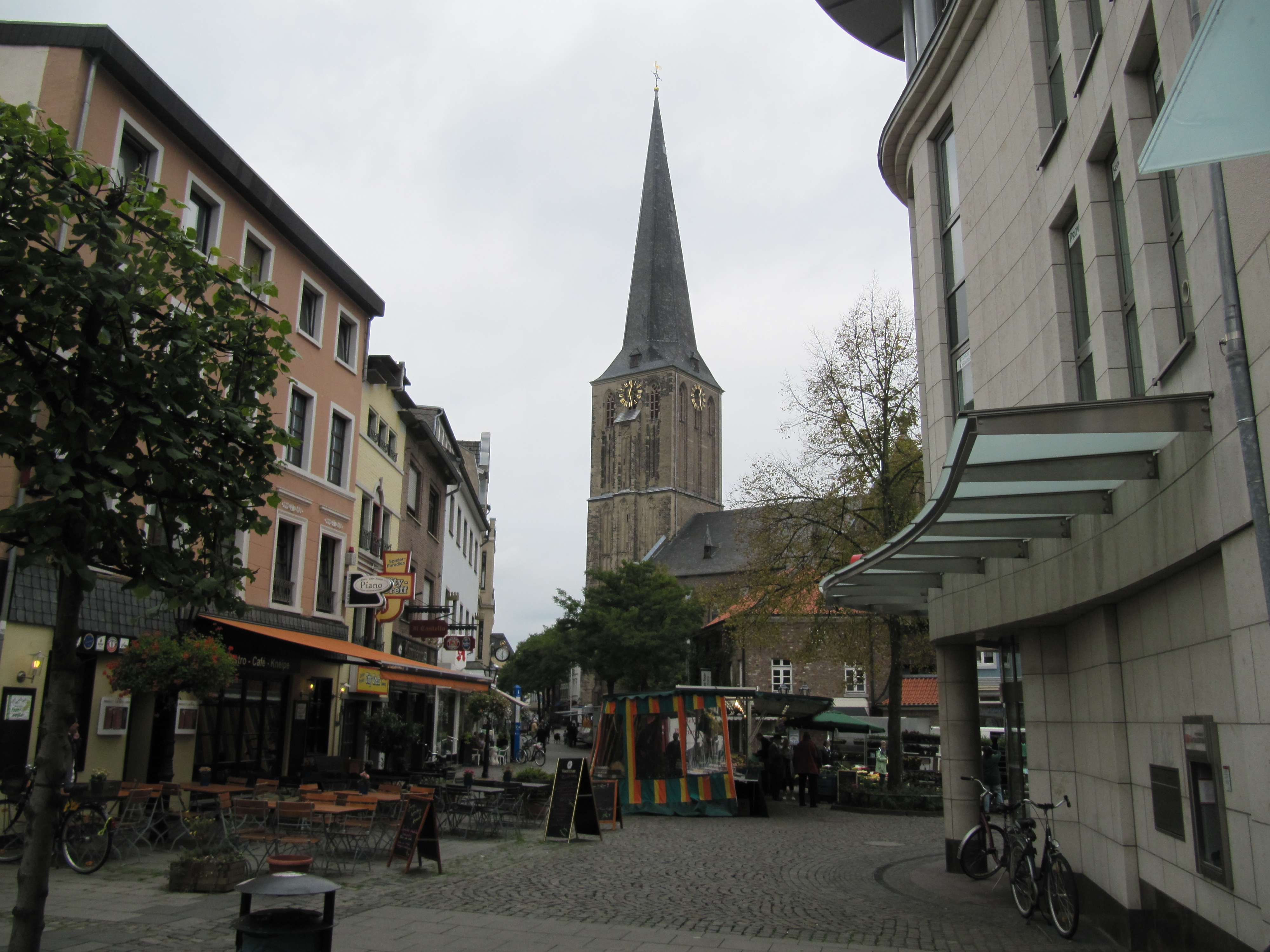
Historické centrum Dülkenu s kostelem svatého Klementa
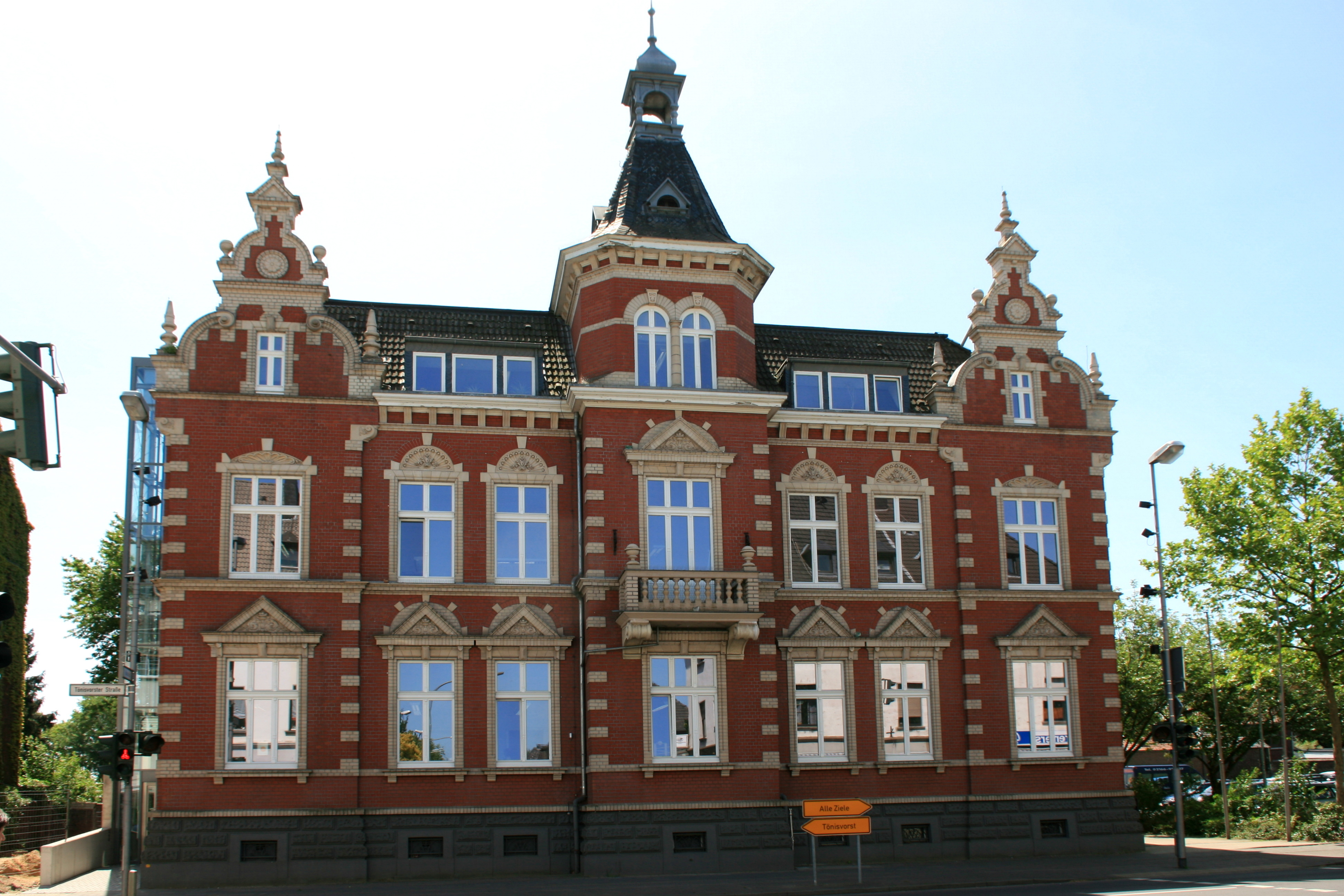
Budova radnice v Süchtelnu